# Pierre Le Rolland
Pierre Le Rolland, né le 29 août 1920 à Épernay et mort le 7 août 2009 à Cavaillon, est un journaliste et un militant démocrate-chrétien, résistant, dès novembre 1940, à Nantes comme organisateur et rédacteur d'un journal clandestin, puis à Paris, dès août 1941, comme agent de liaison du chef du mouvement Combat Zone Nord.

## Biographie

### Avant-guerre
D'une famille de Reims émigrée à Nantes en 1937, Pierre milite au Nouvelles Équipes Françaises de Georges Bidault. Le père, Théophile Le Rolland, qui tient un salon de coiffure, est militant démocrate-chrétien. Étudiant en histoire-géographie, Pierre donne des cours dans une institution privée. Avec les copains, il vend L'Aube et Temps présent sur le parvis de la cathédrale.

### Nantes:En captivité
Début 1940, la rédaction de Temps présent se réfugie à Nantes : Stanislas Fumet, Ella Sauvageot, Joseph Folliet, Gabriel Fernier…
À l'occasion de la célébration (interdite) du 11 novembre 1940, Pierre et ses amis (Julie et Alberte Martin, Élizabeth Cornudet, Luc Béliard) décident de publier un journal clandestin, En Captivité.
Dactylographié en une centaine d'exemplaires, les premiers numéros chez Mlle Martin, tous les autres chez Mlle Praud, le journal est retapé par des relais. D'étape en étape, il arrive jusqu'à Reims. De ricochet en ricochet, il atteint mille exemplaires.
Parallèlement est créée une organisation, Les Fils de France qui s'engagent à défendre la cause des Alliés partout où elle est attaquée.
Le journal aura 35 numéros en neuf mois. Par provocation, il a été posté à la préfecture, à la Kommandantur. Le Rolland père conseille à son fils de partir.

### Paris: Combat Zone Nord
31 mai 1941 : réfugié à Paris, Pierre est hébergé, grâce aux amis de Sept et de Temps Présent qui se réunissent, rue de Verneuil, chez Madeleine et André Noël. Il y a là Robert Aylé, les frères Marx (Pierre, Jean et Michel), Mme Malaterre-Sellière, égérie de Jeune République… Pierre est embauché par Jacqueline Chaumié au CIPG (centre d'information des prisonniers de guerre). En août 1941, il est présenté par le Révérend Père Michel Riquet à Robert Guédon qui en fait son agent de liaison.
En région parisienne et en province, Pierre effectue des liaisons fréquentes. Il voit Elizabeth Dussauze, Jane Sivadon, Christian Pineau, Jean Cavaillès. Guédon le prête à Cavaillès qui l'envoie trois fois à Bruxelles, auprès du professeur Jean Leneers.
18 mai 1942 : Pierre épouse Georgette Drion qu'il avait recrutée et qu'Elizabeth Dussauze avait affectée au secrétariat de Jacques Lecompte-Boinet.
En rentrant de la troisième mission à Bruxelles, Pierre apprend les arrestations qui ont défait le groupe parisien du capitaine Guédon. Devenu agent de liaison d'Henri Ingrand et de Jacques Lecompte-Boinet, il parvient à rétablir le contact avec les groupes de province. Il est hébergé à plusieurs reprises par Germaine Tillion.

### Arrestations
29 juin 1942 au soir : la Geheime Feldpolizei monte chez Henri Ingrand une souricière d'où Jacques Lecompte-Boinet échappe par miracle. Henri Ingrand et Pierre Le Rolland sont pris. Emprisonné au Cherche-Midi, Pierre est interrogé par le Hauptmann Schmitz de l'Abwehr de l'hôtel Cayré, le 7 juillet 1942.
Devenue secrétaire de Pierre Arrighi à CDLR, Georgette Le Rolland sera arrêtée. Déportée, elle reviendra de Swodau.

### Déportation
- 8 juillet 1942 : en vertu du décret Nacht und Nebel, Pierre est déporté à la prison de Sarrebruck, en compagnie de Marthe Delpirou.
- 13 octobre 1943 : il est condamné à 5 ans de travaux forcés par le 2e sénat du Volksgerichtshof.
- 8 novembre 1943 : avec Pierre Bourson, Louis Bridet, Gilbert Chevance, Philippe Le Forsonney, Louis (Auguste-Hippolyte) Royer, Robert Toustou, Armand Vallée, Paul Coty, René Maury, Emile Duval, Charles Varsin, Charles Genot, Maurice Rousselet, Pierre est envoyé au bagne. Le voyage dure un mois.
- 6 décembre 1943 : arrivée à la maison de travaux forcés de Sonnenburg (Prusse-Orientale).
- 27 janvier 1944 : Gilbert Chevance meurt d'épuisement dans les bras de Pierre.
- 14 novembre 1944 : transport de 360 Français de Sonnenburg au camp de Sachsenhausen, dont PIerre et l'abbé Armand Vallée.
- 17 novembre 1944 : arrivée à Sachsenhausen où les Zugang sont immatriculés dans la série des 117 000. Beaucoup, déjà épuisés par deux ans de détention, mourront rapidement. Pierre Bourson du Groupe de Compiègne meurt le 17 décembre 1944. Pierre est envoyé à l'usine Heinkel de Germendorf.
- Affecté au rivetage de plaques de tôle, métier auquel il ne comprend rien, Pierre écope de dix jours de Strafkompagnie. C'est alors que l'un des frères Marx, Jean, ancien du cercle de la rue de Verneuil, décide l'organisation clandestine du camp à planquer ce camarade. Devenu Laüfer (garçon de courses), Pierre croise  Claude Bourdet avec qui il tient un prudent conciliabule. En avril 1945, les déportés sont ramenés à Sachsenhausen.
- 21 avril 1945 : marche de la mort du camp d'Oranienburg-Sachsenhausen. Douze colonnes de mille bagnards sont poussés sur les routes, entre l'US Army et l'Armée rouge. Quand Robert Toustou, du Groupe de Compiègne, ne peut plus marcher, il est abattu par un SS.
- 4 mai 1945 : Pierre quitte la colonne avec deux camarades. À la faveur de la nuit les trois évadés se cachent dans un bois de Parchim. Pierre s'entend avec la patronne d'une ferme. Le lendemain, à l'aube, les soviétiques sont là. Plusieurs semaines s'écoulent. On mange bien. Les Russes disent toujours : « Demain ». Finalement, ayant marché jusqu'à la zone américaine, les trois déportés sont rapatriés par avion.
- Rentré en France, Pierre apprend l'arrestation de son père, Théophile Le Rolland, dont le salon de coiffure à Nantes servait de boîte aux lettres, et sa mort à Buchenwald, le 31 mai 1944. Le nom de quatre Le Rolland figure sur le monument de la déportation de Compiègne.

### Après-guerre
- Jusqu'en 1948, Pierre est responsable du cabinet d'André Colin, alors secrétaire général du centre national MRP.
- Ensuite, il est journaliste au Républicain Lorrain, puis à L'Est Républicain. Il participe à la campagne électorale de l'abbé Pierre. Trois ans au Mans comme rédacteur en chef du Maine Libre. À Paris, il entre au Monde de Beuve-Méry, tout en collaborant au France-Observateur de Claude Bourdet. Nommé ambassadeur à Tunis, Georges Gorse le fait entrer à l'institut de presse tunisien.
- Pierre passe trois ans aux éditions Hatier, avant de travailler au service étranger de Nathan. Enfin, il fonde les Nouvelles éditions africaines.
- En 1984, il se retire à Goult, avec sa troisième épouse, Eliane Lenoir, militante du réseau Turma-Vengeance, qui avait survécu à Ravensbrück et Mauthausen.

## Distinctions
- Croix de Guerre 1939-1945
- Croix du Combattant Volontaire de la Résistance
- Médaille de la Résistance
- Commandeur de la Légion d'Honneur

### Sources primaires
- Archives nationales
- Musée de la Résistance et de la Déportation de Besançon
- BDIC (Nanterre)